# Лёгкие крейсера типа «Свифтшур»
Лёгкие крейсера типа «Свифтшур» — тип лёгких крейсеров Королевского военно-морского флота Великобритании времён Второй мировой войны. Всего для британского флота было заложено 8 единиц, построено по первоначальному проекту 3 корабля: «Свифтшур» (Swiftsure), «Минотавр» (Minotaur), «Сьюперб» (Superb). Стали развитием лёгких крейсеров типа «Уганда». Ещё 3 крейсера были достроены в 1959—1961 годах по радикально переработанному проекту как тип «Тайгер».

## История создания
Они представляли собой проект крейсера с улучшениями, максимально учитывающими требования Адмиралтейства, высказанные при достройке кораблей типа «Уганда». Ширина корпуса снова была увеличена на 1 фут для улучшения остойчивости, зенитное вооружение усилено пятой 102-мм спаренной установкой и четырёхствольным «пом-помом», возрос запас топлива.

## Конструкция
Крейсера типа «Минотавр» (позднее, из-за передачи головного корабля Канаде, повсеместно обозначавшиеся как тип «Свифтшур») конструктивно являлись повторением типа «Уганда», отличаясь в основном
составом вооружения и оборудования. Претерпевала серьезные изменения только носовая надстройка. Самолетные ангары были ликвидированы, а сама надстройка понижена на один уровень. Система бронирования
и силовая установка остались прежними. Некоторое уменьшение скорости стало неизбежной платой за увеличенную ширину и возросшее водоизмещение. Знаковым был изначальный отказ от авиационного вооружения — на кораблях планировалось мощное радиолокационное вооружение. Крейсера были перегружены, так «Сьюперб» имел стандартное водоизмещение 9066 дл. т и полное 11 564 дл. т.

## Служба
«Свифтшур» — заложен 22 сентября 1941 г., спущен 4 февраля 1943 г., вступил в строй 22 июня 1944 г.
«Минотавр» — заложен 20 ноября 1941 г., спущен 29 июля 1943 г., вступил в строй 25 мая 1945 г. Перед вступлением в строй передан канадским ВМС и переименован в «Онтарио» (Ontario).
«Сьюперб» — заложен 23 июня 1942 г., спущен 31 августа 1943 г., вступил в строй 16 ноября 1945 г.